# Giacomo Antonio Lucifero
Giovanni Giacomo Antonio Lucifero (Crotone, 1504 – Umbriatico, 1548) è stato un vescovo cattolico italiano.

## Biografia
Di nobile famiglia e discendente dell'omonima casata crotonese, scelse tuttavia di intraprendere la carriera ecclesiastica.
Ordinato presbitero in data ignota, fu elevato vescovo di Umbriatico il 20 marzo 1531 da papa Clemente VII.
Nel corso del suo episcopato venne in particolar modo ricordato per gli insulti e le minacce che ricevette suo malgrado dal barone Pietro Antonio Abenante, feudatario di Cirò, Calopezzati e Martirano, reo secondo quest'ultimo di aver sostenuto, almeno in un'occasione, una delle rivolte avvenute nell'universitas di Cirò intorno al 1543 contro la feudalizzazione delle terre cirotane da parte dello stesso Abenante.
Lucifero si spense ad Umbriatico nel 1548, dopo aver governato la diocesi per 17 anni.